# قائمة المدن المجانبة
هذه قائمة بالمدن المجانبة حسب القارة والبلد والمنطقة الحضرية.

## تعريف
مصطلح مدينة مجانية هو مصطلح صاغه جويل جارو في كتابه عام 1991 Edge City: Life on the New Frontier، لمكان في منطقة حضرية، خارج وسط المدينة الأصلي للمدن (وبالتالي، في الضواحي أو، إذا كان داخل المدينة حدود المدينة المركزية، وهي منطقة كثيفة الضواحي)، مع تركيز كبير من الوظائف، والمساحات المكتبية، ومساحات البيع بالتجزئة. في الأصل، حدد Garreau المدن المتطورة في سياق أمريكا الشمالية، على الرغم من أنه قدم بعض الأمثلة خارج أمريكا الشمالية. للتأهل بموجب قواعد Garreau، مدينة مجانبة:
- خمسة ملايين قدم مربع أو أكثر (465000 م 2 ) من المساحات المكتبية القابلة للتأجير
- 600000 قدم مربع (56000 م 2 ) أو أكثر من مساحات التجزئة القابلة للتأجير
- لديها وظائف أكثر من غرف النوم
- ينظر إليه السكان على أنه مكان واحد
- لم تكن مثل "مدينة" حتى 30 عامًا مضت. كما قال غاريو، "[في ذلك الوقت] كانت غرف نوم فقط، إن لم تكن مراعي أبقار".[2]

## قائمة حسب البلد ومنطقة العاصمة
هذه القائمة غير كاملة. يمكنك المساعدة من خلال توسيعه مع الإدخالات التي تفي بالمعايير والتي تشير إلى مصدر موثوق. ملاحظة: أشار "Emerging 1991" إلى أن Garreau قيم هذه المنطقة كمدينة ناشئة في كتابه الصادر عام 1991.

## كندا
مونتريال
- لافال[3]

- تورنتو

- برامبتون[1]
- ميسيسوجا[1]
- ماركهام[1]
- مركز فوغان متروبوليتان[1]

## تشيلي
- سانتياغو

- بروفيدنسيا ( بروفيدنسيا، تشيلي )

## فرنسا
باريس
- لاديفانس[4]
- نويزي لو جراند[5]

## كوريا الجنوبية
سيول
- بندانغ[4]
- إيلسان[4]

## المكسيك
مونتيري
- سان بيدرو غارزا غارسيا[4]
- سان نيكولاس دي لوس غارزا[4]

غوادالاخار
- زابوبان [4]

مكسيكو سيتي
- الورم الداخلي[6]
- سانتا في[4]

تيخوانا
Zona Río: بُني في الثمانينيات والمركز التجاري الجديد للمدينة، وكان Zona Río والمتجاورة الفرعية Agua Caliente، في عام 2016، ما مجموعه 136,102 متر مربع (1,464,990 قدم2) من المساحات المكتبية، بالإضافة إلى وجود أكبر تجمع في المدينة لتجارة التجزئة والضيافة والمرافق التجارية الأخرى والمستشفيات.

## تركيا
اسطنبول
يقع وسط المدينة التاريخي في الفاتح ويحتوي على مواقع تاريخية، والبازار الكبير ومناطق البيع بالجملة / التجزئة المجاورة، ولكنه ليس "منطقة أعمال مركزية" حديثة من حيث أنه لا يحتوي على أشكال تجزئة حديثة وأبراج سكنية وفندقية كثيفة، إلخ. يمكن العثور عليها في المدن التالية التي تتركز فيها المساحات المكتبية ومراكز التسوق والأبراج السكنية والمرافق الترفيهية والتعليمية والمستشفيات وما إلى ذلك:
- تقسيم بيوغلو: ميدان تقسيم في بيوغلو إلى نيشانتاشي في شيشلي [8]
- منطقة الأعمال المركزية في اسطنبول كما تشير إليها صناعة العقارات ، وهي ليست مركز المدينة التاريخي، ولكنها ممر بطول 7 كيلومترات من الشمال إلى الجنوب من المناطق الحديثة على طول شارع بارباروس وشارع بويوكديري. يمتد خط المترو 2 على طول جزء منه. من الجنوب إلى الشمال مناطق الممر هي:[8]
  - في منطقة بشيكتاش:
    - بالمومكو
    - بما في Gayrettepe. مجمعات Profilo و Astoria و Trump Towers (Trump Alışveriş Merkezi)
    - Etiler بما في ذلك جامعة Boğaziçi

  - في منطقة شيشلي:
    - فوليا وأوتيم وحي شيشلي الأساسي مدفوع. مجمع جواهر اسطنبول
    - Esentepe بما في ذلك Zincirlikuyu ومجمع Zorlu Center
    - Levent بما في ذلك مجمعات Metrocity و Özdilekpark و Istanbul Sapphire

  - في منطقة ساريير:
    - Maslak بما في ذلك مجمع İstinye Park وجامعة اسطنبول التقنية
    - مول Vadistanbul ومجمعات المكاتب في Ayazağa
- منطقة مطار أتاتورك بإسطنبول: تطوير قطاع على طول الطريق السريع O-7 شمالًا إلى مول أوف إسطنبول، منطقة باهجيلي إيفلر [8]
- الجانب الآسيوي:
  - Kozyatagi في منطقة Kadıköy بما في ذلك. مجمع البلاديوم[8]
  - Altunizade في منطقة اسكودار، موقع مركز تسوق الكابيتول [8]
  - كافاجيك في منطقة بيكوز[8]
  - حي العمرانية مدفوع. مجمع أكياكا بارك وأوريابارك وكانبارك[8]

## المملكة المتحدة
لندن
- كناري وارف[4]
- كرويدون[9][10]

## الولايات المتحدة
أتلانتا
- منطقة المطار (بما في ذلك أجزاء من College Park / Hapeville / East Point، الناشئة عام 1991)[1]
- ممرات Brookhaven I-85 و Buford Highway بما في ذلك. Lenox Park Century Center ،Executive Park ، Corporate Square ،Northeast Plaza[11][12][13]
- باكهيد[1]
- كمبرلاند ( كمبرلاند مول / منطقة مركز كوب جاليريا بالقرب من I-285 / I-75 )[1] - موطن مركز كوب إنيرجي للفنون الاستعراضية وحديقة ترويست
- مناطق Gwinnett Place / Sugarloaf التجارية على طول I-85، بالقرب من التقاطع بسعر 316 ريال سعودي (ناشئ عام 1991)[1]
- حديقة جونز كريك التكنولوجية[14] [ مطلوب مصدر غير أساسي ]
- ميدتاون أتلانتا (الناشئة عام 1991)[1]
- مركز محيط ( I-285 وجورجيا 400، ناشئ عام 1991)[1]

أوستين
- المجال - المنطقة الشمالية الغربية
- منطقة المرتفعات
- ساوث راوند روك[15]

بالتيمور
- منطقة أروندل ميلز
- منطقة مطار بالتيمور واشنطن
- كولومبيا
- هانوفر ، ماريلاند
- هانت فالي
- أوينجز ميلز
- شارع الأمن
- توسون
- وايت مارش

برمنغهام
- منطقة قرية بروكوود
- إينفيرنيس ( Hwy 280 / I-459 منطقة التبادل، بما في ذلك. القمة )
- هوفر (منطقة Riverchase بالقرب من الطريق السريع 31 / I-459 )

بوسطن
- منطقة محطة Alewife T
- منطقة سبليت برينتري
- منطقة برلنغتون مول
- فوكسبورو
- منطقة فرامنغهام / ناتيك
- ماساتشوستس تيرنبايك وI-495
- ماساتشوستس تورنبايك وطريق 128
- طريق 128 والطريق السريع 93
- ناشوا ، نيو هامبشاير
- بيبودي - دانفرز
- سالم، نيو هامبشاير

شارلوت
- ساوث بارك[1]
- المدينة الجامعية[1]
- كونكورد[1]
- بالانتاين[1]

شيكاغو
- ممر إلينوي للتكنولوجيا والبحوث مدفوع. أجزاء من أوك بروك، ليسل، نابرفيل، أورورا على طول الطريق الممتد من الشرق إلى الغرب،[1] أوكبروك تيراس،[16] لومبارد[16]
- I-94 "ممر ليك شور": بما في ذلك أجزاء من سكوكي،[17] نورثبروك،[16] ديرفيلد،[16] بوفالو جروف[18] لينكولنشاير،[19][20] فيرنون هيلز،[21] ليك فورست[22]
- الممر الذهبي / الممر الشمالي الغربي مدفوع. مطار أوهير ومناطق شاومبورغ[23] بما في ذلك أجزاء من روزمونت،[23] أرلينغتون هايتس،[24] رولينج ميدوز،[23] هوفمان إستيتس ومنطقة وودفيلد مول بالقرب من شمال غرب تولواي، إلجين،[25] إتاسكا[26]

كليفلاند
- شارع شاغرين والطريق السريع منطقة 271 ( بيتشوود )[1]
- طريق Rockside والطريق السريع 77 منطقة ( الاستقلال ) - الناشئة عام 1991[1]

دنفر
- قرية غرينوود - مركز دنفر للتكنولوجيا

ديترويت
- آن أربور - منطقة برايروود مول
- مجمع ساوثفيلد تاون سنتر
- تروي - منطقة طريق بيج بيفر

مدينة كانساس
- كوليج بوليفارد – منطقة أوفرلاند بارك
- منطقة كونتري كلوب بلازا
- منطقة مركز التاج
- منطقة مطار كانساس سيتي الدولي

لوس انجليس الكبرى
- وسط لوس أنجلوس وويستسايد
  - بيفرلي هيلز / سنشري سيتي [27]
  - لاكس / إل سيغوندو [27]
  - مارينا ديل ري / كلفر سيتي [27]
  - ميد ويلشاير [27]
  - ميراكل مايل [27]
  - ويست لوس انجليس
- وادي سان فرناندو
  - بوربانك / شمال هوليوود[27]
  - شيرمان أوكس / فان نويس، لوس أنجلوس[27]
  - مركز وارنر، لوس أنجلوس / ويست فالي[27]
- في مكان آخر في مقاطعة لوس أنجلوس
  - باسادينا[27]
  - ساوث باي / تورانس / كارسون[27]
  - جنوب الوادي / كوفينا (الناشئة عام 1991)[27]
  - فالنسيا (الناشئة عام 1991)[27]
- مقاطعة أورانج
  - أنهايم - مدينة سانتا أنا إيدج[27]
  - فولرتون / لا هبرا / بري (ناشئ عام 1991)[27]
  - ايرفين الطيف[27]
  - مركز نيوبورت / فاشون آيلاند (ناشئ عام 1991)[27]
  - سان كليمنتي / لاغونا نيجيل (ناشئة عام 1991)[27]
  - ساوث كوست بلازا - مجانبة لمطار جون واين[27]
  - وستمنستر / هنتنغتون بيتش[27]
- مقاطعات أخرى
  - مطار أونتاريو / رانشو كوكامونجا[27]
  - ريفرسايد (الناشئة عام 1991)[27]
  - سان برناردينو (ناشئة عام 1991)[27]
  - فينتورا / السهل الساحلي (ناشئ عام 1991)[27]

ميامي / فورت لودرديل / ويست بالم بيتش
- أفينتورا
- بوكا راتون
- حائط مرجان
- كورال سبرينغز
- حديقة الشركات في منطقة Cypress Creek / Oakland Park
- دادلاند
- ديرفيلد بيتش
- شاطئ ديلراي
- دورال
- منطقة فلاجامي / منطقة مطار ميامي الدولي
- شاطئ هالانديل
- هوليوود
- منطقة حدائق بالم بيتش / الجاردنز مول
- بيمبروك باينز
- شاطئ بومبانو
- منطقة الشروق / مطاحن سوجراس
- ويلتون مانورز

مينيابوليس
- بلومنجتون (جنوب I-494 غرب المطار)
- جولدن فالي
- سانت لويس بارك

ناشفيل
- فرانكلين[28]

مدينة نيويورك
- ولاية نيويورك
  - Nassau Co.، Long Island : Great Neck-Lake Success-North Shore،[1] ميتشل فيلد-جاردن سيتي[1]
  - Suffolk Co.، Long Island : Hauppauge ، [1] New York State Route 110 - Melville ، [1]
  - شركة ويستشستر: منطقة وايت بلينز ، [1] شراء / راي،[1] تاريتاون (ناشئة عام 1991)[1]
- كونيتيكت
  - ستامفورد - غرينتش[1]
  - منطقة Westport و I-95 North[1]
- نيو جيرسي
  - شركة بيرغن: Fort Lee ،Paramus - Montvale ،Mahwah[1]
  - شركة هدسون: ميدولاندز - هوبوكين، مطار نيوارك الدولي - جيرسي سيتي (الناشئة عام 1991)[1]
  - شركة ميدلسكس: منطقة وودبريدج،[1] منطقة محطة ميتروبارك[1]
  - شركة ميرسر: الولايات المتحدة 1 - برينستون[1]
  - شركة موريس: ويباني - بارسيباني - تروي هيلز (منطقة 287/80)، موريستاون (ناشئة عام 1991)[1]
  - منطقة Bridgewater Commons 287/78 ( Bridgewater / Somerville ) )[1]

فيلادلفيا
- مقاطعة لوار باكس، بنسلفانيا[29]
- ويلو جروف[30]
- هورشام / قدم. واشنطن[29]
- اجتماع بليموث[29]
- كونشوهوكين[29]
- ملك بروسيا[29]
- ممر طريق الولايات المتحدة 202 حول مالفيرن[29]
- وست تشيستر / إكستون[29]
- الخط الرئيسي العلوي[29]
- بالا سينويد[29]
- مقاطعة ديلاوير[29]
- شيري هيل، نيو جيرسي[1]

رالي / دورهام (مثلث البحث)
- حديقة مثلث البحوث[1]

سكرامنتو
- أردن فير مول - منطقة معرض ولاية كاليفورنيا (ناشئة عام 1991)[1]
- منطقة ناتوماس بين وسط المدينة والمطار (الناشئة عام 1991)[1]

سان دييغو
- وادي ميشن
- كيرني ميسا
- مدينة الحافة الشمالية "North City": University City aka التوقيت العالمي المنسق، الحافة الشرقية من لا جولا ، سورينتو ميسا / وادي سورينتو، توري باينز، ديل مار هايتس / وادي الكرمل[31]
- منطقة الساحل الشمالي ( إنسينيتاس إلى أوشنسايد على طول I-5) [31]
- المنطقة الشمالية I-15 ( Miramar Naval Air Station to Escondido ) ، [31] بما في ذلك. مزرعة جبل الكرمل / منطقة رانشو برناردو، التي تضم أكثر من 6 ملايين قدم مربع من المساحات المكتبية، وهي خامس أكبر سوق فرعي في منطقة المترو.[32]

منطقة خليج سان فرانسيسكو
شرق:
- بيركلي بما في ذلك Emeryville (الناشئة عام 1991)[1]
- كونكورد[1]
- مركز كونترا كوستا / منطقة محطة بليزانت هيل بارت (الناشئة عام 1991)[1]
- والنوت كريك[1]
- دانفيل - بيشوب رانش - سان رامون[1]
- دبلن - هاسيندا - بليسانتون - ليفرمور[1]

جنوب:
- مدينة دالي - منطقة مقاطعة سان ماتيو الشمالية (الناشئة عام 1991) [1]
- منطقة مطار سان فرانسيسكو الدولي في وبالقرب من جنوب سان فرانسيسكو[1]
- ريدوود سيتي - منطقة مقاطعة سان ماتيو الشمالية (الناشئة عام 1991) [1]
- وادي السيليكون: سان خوسيه - كوبرتينو - سانتا كلارا - سانيفيل - ماونتن فيو - بالو ألتو[1]

سان خوان
• بايامون
• كاغواس
• كارولينا
• كاتانيو
• Guaynabo
سانت لويس
- كلايتون[1]
- منطقة ويستبورت بلازا[1]
- الطريق السريع 40 - منطقة قرية تشيسترفيلد (ظهرت عام 1991)[1]

تامبا / سان بطرسبرج
- منطقة البوابة ، سانت بطرسبرغ / بينيلاس بارك[1]
- منطقة ويستشور / المطار، تامبا[1]
- منطقة I-75 ( براندون، ريفرفيو ) (ناشئة عام 1991)[1]
- منطقة أبتاون / جامعة جنوب فلوريدا
- مصلى ويسلي

واشنطن العاصمة
في مقاطعة هوارد بولاية ماريلاند:
- جزء من كولومبيا[1]

في مقاطعة مونتغومري بولاية ماريلاند:
- بيثيسدا - تشيفي تشيس - جادة ويسكونسن العليا NW ، DC[1]
- جادة الديمقراطية. -شمال بيثيسدا- منطقة وايت فلينت مول (I-270 / بيلتواي)[1]
- Gaithersburg - Germantown -I-270[1]
- Rockville -I-270[1]
- شادي جروف[1]
- الزنبرك الفضي[1]
- ويتون [1]

في مقاطعة برنس جورج، ماريلاند
- لانهام-لاندوفر-لارجو (بيلتواي وطريق الولايات المتحدة 50 شرقًا حول محطة نيو كارولتون )[1]
- لوريل -I-95 شمال (ناشئة عام 1991)[1]
- بوي نيو تاون (الناشئة عام 1991)[1]
- الميناء الوطني / PortAmerica -Southern I-95 (الناشئة عام 1991)[1]

في مقاطعة أرلينغتون ، فيرجينيا:
- روسلين - بالستون[1]
- كريستال سيتي[1]

في الإسكندرية ، فيرجينيا:
- مدينة الإسكندرية القديمة[1]
- ممر I-395 (ناشئ عام 1991)[1]
- منطقة وادي أيزنهاور (الناشئة عام 1991)[1]

في مقاطعة فيرفاكس ، فيرجينيا:
- تايسونز ، تايسونز كورنر سابقًا[1]
- ممر Dulles Technology Corridor: أجزاء من Reston وHerndon وDulles بما في ذلك منطقة Dulles Airport-Route 28[1]
- مركز فيرفاكس - منطقة فير أوكس مول (I-66 / الطريق 50)[1]
- ميريفيلد (بيلتواي / الطريق 50 غربًا)[1]

المدن الناشئة في ولاية فرجينيا، اعتبارًا من عام 1991:
- ليسبورغ الكبرى - منطقة الطريق 7، مقاطعة لودون[1]
- غينزفيل، مقاطعة برنس ويليام[1]